# Gyalány
Gyalány falu Romániában, Bihar megyében.

## Fekvése
Bihar megyében, Gyepüsolymostól délre, Belényesszentmárton szomszédságában fekvő település.

## Története
Gyalány birtokosainak a XV. században a Partasyakat írták, a későbbiekben a település a görögkatolikus püspökségé lett.
A falu régen nem a mai helyén állt, hanem a Templom-dombja nevű helyen.
Gyalány  a trianoni békeszerződés előtt Bihar vármegye belényesi járásához tartozott.

## Nevezetességek
- Görögkatolikus temploma - 1718-ban épült.
- Teodor Aaron (Erdély, 1803 február 6 - 1867) Prépost, történész - Az 1848–49-es forradalom és szabadságharc alatt Gyalány település parókiáján húzódott meg, s csak 1851-ben tért vissza Budára, mint a kormány kir. román fordítója.